# Morti nel 1944/Maggio
| Questa pagina contiene informazioni ricavate automaticamente dalle voci biografiche con l'ausilio del template Bio e di un bot. L'aggiornamento è periodico e automatico e ricostruisce completamente la pagina. Se manca una persona in questa lista, sei pregato di non aggiungerla, ma accertati piuttosto che la sua voce biografica contenga il template Bio e che i dati anagrafici siano correttamente compilati. Se il template Bio manca, inseriscilo tu stesso o, in alternativa, metti l'avviso {{tmp\|Bio}} che ne segnala la mancanza. Se i dati riportati sono sbagliati, correggi direttamente la voce biografica; le modifiche saranno visibili in questa lista entro pochi giorni. Per chiarimenti vedi il progetto biografie. La lista contiene solo le 117 persone che sono citate nell'enciclopedia e per le quali è stato implementato correttamente il template Bio. Pagina aggiornata al 10 giu 2025. |

- 1º maggio - Augusto Fiorucci, antifascista e partigiano italiano (n. 1907)
- 1º maggio - Itzhak Katzenelson, poeta polacco (n. 1886)
- 1º maggio - Stanisław Wojciech Okoniewski, vescovo cattolico polacco (n. 1870)
- 2 maggio - Riccardo Boschiero, militare e partigiano italiano (n. 1912)
- 2 maggio - Erich Knauf, giornalista e scrittore tedesco (n. 1895)
- 2 maggio - Margaret Maltby, fisica statunitense (n. 1860)
- 3 maggio - Petru Simon Cristofini, militare francese (n. 1903)
- 3 maggio - Adriano Gozzoli, partigiano italiano (n. 1922)
- 3 maggio - Vela Peeva, partigiana bulgara (n. 1922)
- 3 maggio - Giuseppe Rigola, partigiano italiano (n. 1904)
- 4 maggio - Maceo Carloni, sindacalista italiano (n. 1899)
- 4 maggio - Giordano Cavestro, partigiano italiano (n. 1925)
- 4 maggio - Burton L. King, regista, produttore cinematografico e attore statunitense (n. 1877)
- 5 maggio - Glorio Della Vecchia, carabiniere, militare e partigiano italiano (n. 1919)
- 5 maggio - Bertha Benz, imprenditrice tedesca (n. 1849)
- 5 maggio - Cesare Vivante, giurista e avvocato italiano (n. 1855)
- 6 maggio - Carl Engel, compositore statunitense (n. 1883)
- 6 maggio - Giacomo Montanelli, arcivescovo cattolico italiano (n. 1877)
- 6 maggio - John Niel Randle, militare britannico (n. 1917)
- 7 maggio - Luigi Canzanelli, militare e partigiano italiano (n. 1921)
- 7 maggio - Victor Colomban Dreyer, arcivescovo cattolico francese (n. 1866)
- 8 maggio - Giovanni Nardi, partigiano italiano (n. 1923)
- 8 maggio - Aldo Negri, partigiano italiano (n. 1914)
- 8 maggio - Guido Radi, partigiano italiano (n. 1925)
- 8 maggio - Ethel Smyth, compositrice, scrittrice e attivista britannica (n. 1858)
- 9 maggio - Pietro Capuzi, partigiano italiano (n. 1890)
- 9 maggio - Sigismondo Damiani, francescano e militare italiano (n. 1880)
- 9 maggio - Venanzio Gabriotti, antifascista e militare italiano (n. 1883)
- 9 maggio - Giovanni Gastaldi, partigiano italiano (n. 1919)
- 9 maggio - Totò Majorana, attore teatrale italiano (n. 1874)
- 10 maggio - Olga Bancic, partigiana rumena (n. 1912)
- 10 maggio - Helmut Rosenbaum, militare tedesco (n. 1913)
- 11 maggio - Enrico Guerriera, militare italiano (n. 1912)
- 11 maggio - Marat Kazej, partigiano sovietico (n. 1929)
- 11 maggio - Leon Kozłowski, archeologo e politico polacco (n. 1892)
- 11 maggio - Walter Oesau, aviatore tedesco (n. 1913)
- 11 maggio - Giuseppe Testa, partigiano italiano (n. 1924)
- 11 maggio - Max Uhle, archeologo tedesco (n. 1856)
- 12 maggio - Giovanni Battista Antonelli, ingegnere e economista italiano (n. 1858)
- 12 maggio - Harold Lowe, marinaio britannico (n. 1882)
- 12 maggio - Henrik Nádler, calciatore ungherese (n. 1901)
- 12 maggio - Arthur Quiller-Couch, scrittore, critico letterario e poeta britannico (n. 1863)
- 13 maggio - William Dickey, truffatore statunitense (n. 1874)
- 13 maggio - Giovanni Maria Longinotti, giornalista, politico e antifascista italiano (n. 1876)
- 13 maggio - Carlo Magnaghi, militare e aviatore italiano
- 13 maggio - Renato Ruffinatti, partigiano italiano (n. 1925)
- 14 maggio - Cosimo Di Palma, aviatore e ufficiale italiano (n. 1915)
- 14 maggio - John Martin-Harvey, attore, direttore teatrale e produttore teatrale inglese (n. 1863)
- 15 maggio - Sergio, religioso russo (n. 1867)
- 16 maggio - George Ade, giornalista, commediografo e regista statunitense (n. 1866)
- 16 maggio - Clodomiro Picado Twight, biologo costaricano (n. 1887)
- 16 maggio - Leone Sinigaglia, compositore italiano (n. 1868)
- 17 maggio - Felix Basch, attore, regista e sceneggiatore austriaco (n. 1882)
- 17 maggio - Antonio Corzani, partigiano italiano (n. 1917)
- 17 maggio - Milena Jesenská, giornalista, scrittrice e traduttrice ceca (n. 1896)
- 17 maggio - Voldemārs Roze, calciatore lettone (n. 1905)
- 17 maggio - Francesco Tumiati, partigiano italiano (n. 1921)
- 18 maggio - Mieczysław Adamek, militare e aviatore polacco (n. 1918)
- 18 maggio - Émile Chanoux, notaio e politico italiano (n. 1906)
- 18 maggio - Carlo Clemente, giavellottista italiano (n. 1903)
- 18 maggio - Dante Di Nanni, partigiano italiano (n. 1925)
- 18 maggio - Johann Dick, calciatore austriaco (n. 1883)
- 18 maggio - Vladimir Aleksandrovič Kislicyn, militare russo (n. 1883)
- 18 maggio - Malva Schalek, pittrice ceca (n. 1882)
- 19 maggio - Bruno Bussolin, militare italiano (n. 1921)
- 19 maggio - Albert Delannoy, lunghista e triplista francese (n. 1881)
- 19 maggio - Amos Arthur Heller, botanico statunitense (n. 1867)
- 19 maggio - Giovanni Carlo Odino, militare e partigiano italiano (n. 1894)
- 19 maggio - Isidoro Pestarino, partigiano italiano (n. 1920)
- 20 maggio - Franz Jelinek, calciatore tedesco (n. 1922)
- 20 maggio - Delio Ricci, partigiano italiano (n. 1925)
- 20 maggio - Vincent Rose, cantautore italiano (n. 1880)
- 20 maggio - Sergio Tavernari, partigiano italiano (n. 1923)
- 21 maggio - René Daumal, poeta, scrittore e filosofo francese (n. 1908)
- 21 maggio - Moshe Flinker, olandese (n. 1926)
- 21 maggio - Edmund Mortimer, attore e regista statunitense (n. 1874)
- 21 maggio - Raimondo Saverino, partigiano italiano (n. 1923)
- 22 maggio - Adolf Tortilowicz von Batocki-Friebe, politico tedesco (n. 1868)
- 22 maggio - Eduard Kanhäuser, calciatore austriaco (n. 1901)
- 22 maggio - Klaus Detlef Sierck, attore tedesco (n. 1925)
- 22 maggio - Edwin Tietjens, psichiatra tedesco (n. 1894)
- 23 maggio - Cesare Camporesi, pittore e decoratore italiano (n. 1869)
- 23 maggio - Thomas Curtis, ostacolista e velocista statunitense (n. 1873)
- 23 maggio - Şevket Dağ, pittore e politico turco (n. 1876)
- 23 maggio - Amelia Pontremoli, italiana (n. 1894)
- 23 maggio - Giovanni Battista Torre, militare e partigiano italiano (n. 1911)
- 24 maggio - Grete Berger, attrice tedesca (n. 1883)
- 24 maggio - Inigo Campioni, ammiraglio italiano (n. 1878)
- 24 maggio - Paolo D'Ancora, prefetto e politico italiano (n. 1870)
- 24 maggio - Giordano Bruno Ferrari, pittore e partigiano italiano (n. 1887)
- 24 maggio - Matsuji Ijūin, ammiraglio giapponese (n. 1893)
- 24 maggio - Luigi Mascherpa, ufficiale italiano (n. 1893)
- 24 maggio - Mario Segre, epigrafista italiano (n. 1904)
- 24 maggio - Fabrizio Vassalli, ufficiale, agente segreto e partigiano italiano (n. 1908)
- 24 maggio - Giuseppe Zacchini, scultore italiano (n. 1872)
- 25 maggio - Giuseppe Gualandi, ingegnere e architetto italiano (n. 1866)
- 26 maggio - Guglielmo Cartia, generale e saggista italiano (n. 1865)
- 26 maggio - Edmund Horton, bobbista statunitense (n. 1896)
- 26 maggio - Heinrich Knirr, pittore tedesco (n. 1862)
- 26 maggio - Licio Nencetti, partigiano italiano (n. 1926)
- 26 maggio - Vincenzo Pacifici, storico italiano (n. 1895)
- 26 maggio - Christian Wirth, militare tedesco (n. 1885)
- 28 maggio - Margaret Llewelyn Davies, scrittrice, saggista e attivista britannica (n. 1861)
- 28 maggio - Maria Giuseppina di Sassonia, nobildonna tedesca (n. 1867)
- 28 maggio - Michelangelo Peroglio, partigiano italiano (n. 1925)
- 28 maggio - Katri Vala, poetessa, traduttrice e insegnante finlandese (n. 1901)
- 29 maggio - Rosa Rosanova, attrice russa (n. 1869)
- 29 maggio - Ján Čajak, scrittore slovacco (n. 1863)
- 30 maggio - Eugenio Colorni, filosofo, politico e antifascista italiano (n. 1909)
- 30 maggio - Jessie Ralph, attrice statunitense (n. 1864)
- 30 maggio - Newman Samuel, tuffatore statunitense (n. 1880)
- 30 maggio - William Sorelle, attore canadese (n. 1877)
- 30 maggio - Delfino Thermignon, direttore di coro e compositore italiano (n. 1861)
- 31 maggio - Mario Celio, partigiano italiano (n. 1921)
- 31 maggio - Amelia Chellini, attrice italiana (n. 1880)
- 31 maggio - Alberto Doria, sceneggiatore e regista italiano (n. 1901)
- 31 maggio - Alfonso Guadagni, militare e agente segreto italiano (n. 1925)